# Ferndorf
Ferndorf (szlovénül Perja vas) osztrák község Karintia Villachvidéki járásában. 2016 januárjában 2187 lakosa volt. 

## Elhelyezkedése

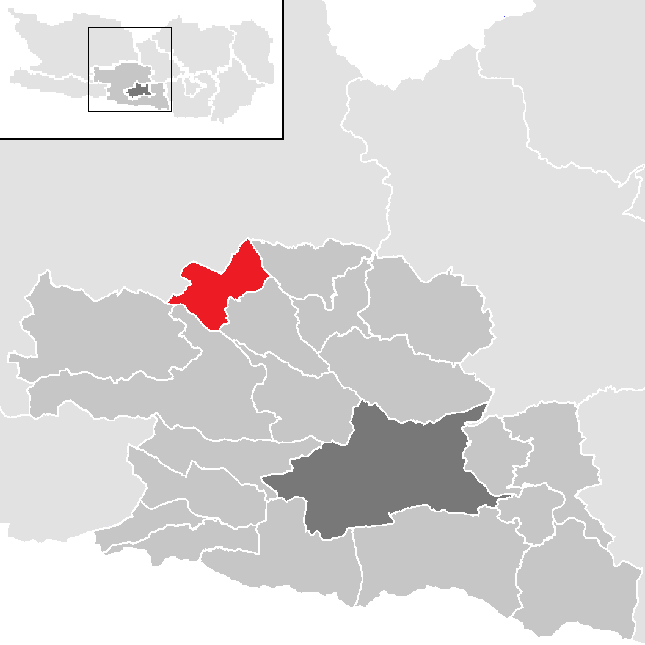
Ferndorf a Villachvidéki járásban

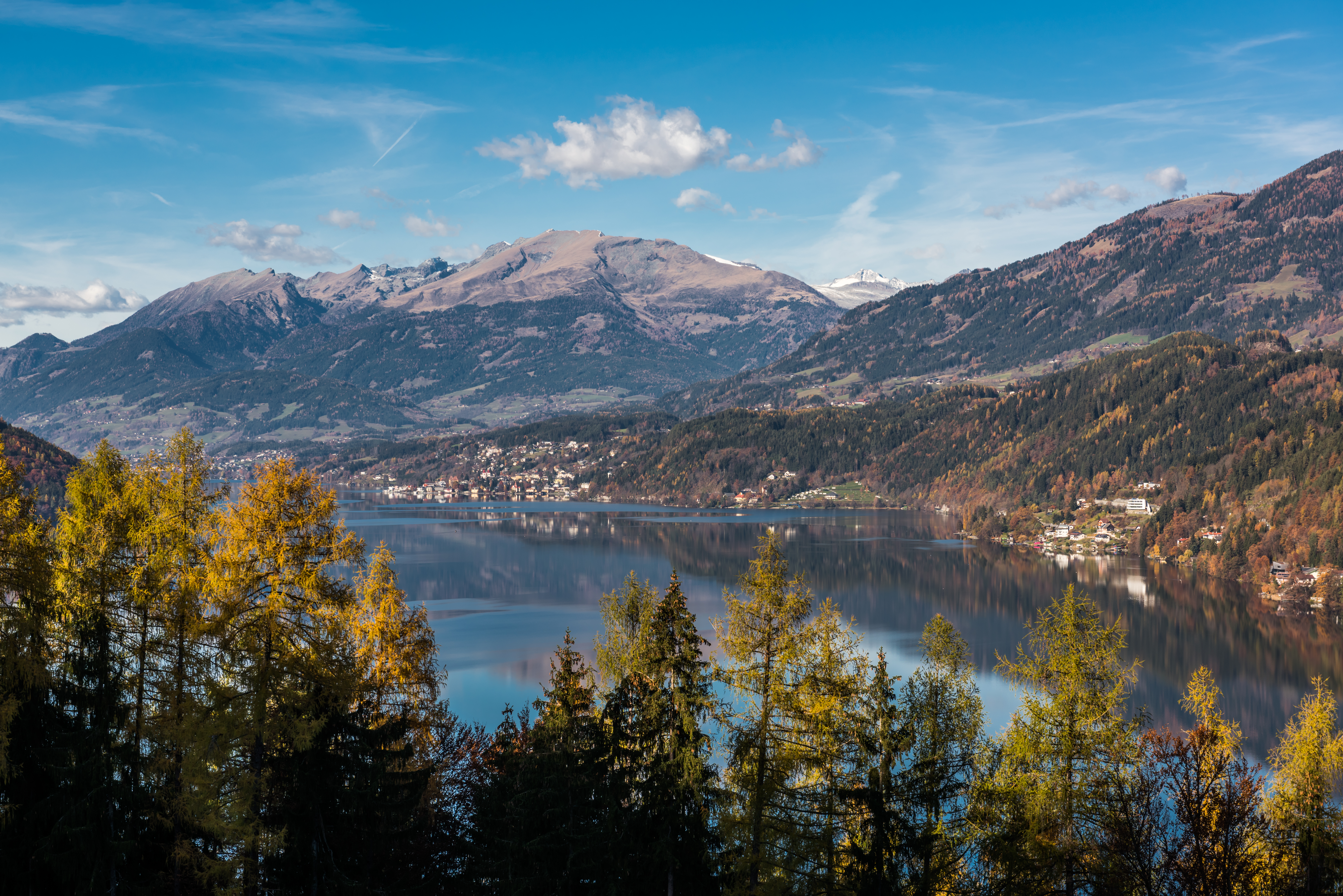
Kilátás Ferndorfból a Milstatti-tóra

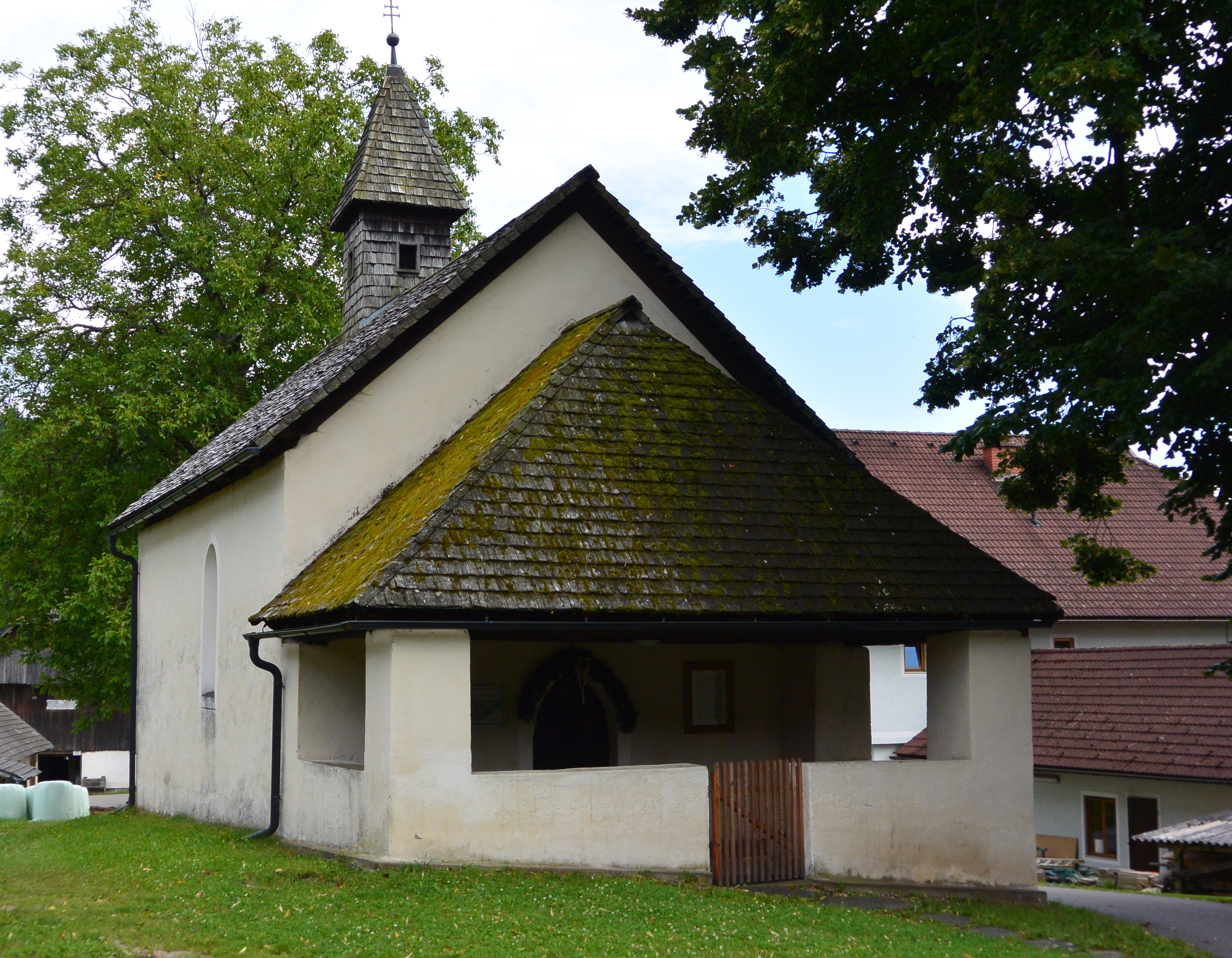
Sankt Jakob temploma

Ferndorf Karintia középső részén fekszik, részben a felső Dráva-völgyben, részben a Nockberge hegységében, a Millstatti-tó délkeleti partján. Az önkormányzat 12 falut és egyéb településrészt fog össze: Beinten (204 lakos), Döbriach (15), Ferndorf (651), Glanz (112), Gschriet (128), Insberg (145), Lang (42), Politzen (154), Rudersdorf (124), Sankt Jakob (108), Sankt Paul (89), Sonnwiesen (444).
A környező települések: keletre Feld am See, délkeletre Fresach, délre Paternion, délnyugatra Stockenboi, nyugatra Spittal an der Drau, északnyugatra Millstatt am See, északkeletre Radenthein.

## Története
A település első említése 1391-ből származik Vedendorf formában. 
A ferndorfi önkormányzat 1850-ben alakult meg, de már 1865-ben a szomszédos Paternionhoz csatolták. 1906-ban nyerte vissza az önállóságát. 1955-ben, 1964-ben (Mooswaldból) és 1973 (Molzbichből) is gyarapodott a területe, amikor a szomszédos önkormányzatokat felszámolták. 
A község gazdasági életének legfontosabb szereplője a radentheini Magnesit AG által létesített Heraklith üzem, amely magnezittel tűzállósított farostlemezeket gyárt. 
Paul McCartney volt feleségének, Heather Millsnek van egy háza Ferndorfban. 

## Lakossága
A ferndorfi önkormányzat területén 2016 januárjában 2187 fő élt, ami jelentős csökkenést jelent a 2001-es 2492 lakoshoz képest. Akkor a helybeliek 97,1%-a volt osztrák, 1,4% német állampolgár. 57,3% római katolikusnak, 36,4% evangélikusnak, 0,2% mohamedánnak, 5,2% pedig felekezet nélkülinek vallotta magát.

## Látnivalók
- Sankt Paul katolikus templomát először 1438-ban említik
- Sankt Jakob katolikus temploma

## Testvértelepülések
- Ferndorf (Kreuztal városrésze), Németország

## Fordítás
- Ez a szócikk részben vagy egészben  a   Ferndorf (Kärnten) című német Wikipédia-szócikk ezen változatának fordításán alapul.  Az eredeti cikk szerkesztőit annak laptörténete sorolja fel. Ez a jelzés csupán a megfogalmazás eredetét és a szerzői jogokat jelzi, nem szolgál a cikkben szereplő információk forrásmegjelöléseként.